# Château de la Sône
Le château de la Sône est un ancien château fort du XIVe siècle remanié à plusieurs reprises qui se dresse sur la commune de La Sône dans le département de l'Isère et la région Auvergne-Rhône-Alpes.
Les façades et toitures du château ainsi que la chapelle font l’objet d’une inscription au titre des monuments historiques par arrêté du 6 novembre 1968. Le parc fait l’objet d’une inscription au titre des monuments historiques par arrêté du 30 juin 1995.

## Situation
Le château de la Sône est situé dans le département français de l'Isère sur la commune de La Sône. Le château est construit sur un piton rocheux qui domine l'Isère sur sa rive droite, il domine l'ancien chemin de halage et le pont situé à cet endroit.

## Histoire
À l'emplacement du château, commandant le chemin de halage qui longe la rivière ainsi que le pont qui, dès l’époque romaine la franchissait à cet endroit, s’élevait à l’origine un oppidum gaulois auquel a succédé une maison forte mentionnée en 1210 dans des lettres patentes de l’empereur Othon IV, qui confirment les droits sur les terres de la Sône de l’abbaye de Montmajour.
Dans la première moitié du XIVe siècle, l’édifice est agrandi et ses défenses renforcées par Ardanchon de la Reffrairie (ou Reffreyrie) qui en fait hommage au dauphin Humbert, dernier dauphin de Viennois. Un siècle plus tard en 1448, le dauphin de France, Louis, futur roi de France Louis XI, séjourne à la Reffrairie en allant chasser dans la forêt de Claix, toute proche.
Au XVIe siècle, la maison forte subit de gros dommages lors des guerres de religion. Catholiques et protestants se la disputent et Lesdiguieres en fait le siège.
Au début du siècle suivant, en 1603, elle passe entre les mains de Félicien de Boffin, avocat général au Parlement de Grenoble, qui avait par ailleurs acquis, d’Horace du Rivail, la seigneurie de la Sône. Félicien de Boffin répare les outrages subis par l’édifice lors des guerres de religion et lui apporte de profonds remaniements et embellissements. La tour ouest est reconstruite, le corps de bâtiment principal prend sa physionomie actuelle. Les Boffin resteront, pendant presque deux siècles, possesseurs de la Reffrairie devenue le château de la Sône.

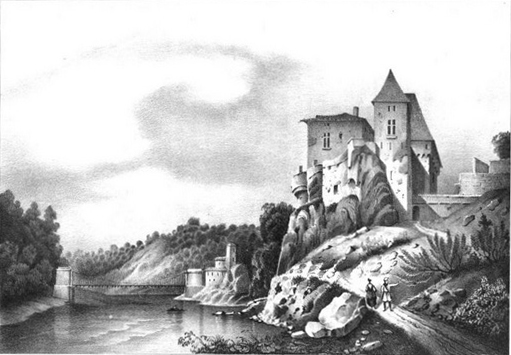
Le château de la Sône au XIXe siècle illustré par Victor Cassien (1808 - 1893).

En 1820, le château échoit aux Jubié, célèbres fabricants de soieries qui avaient, un siècle plus tôt créé à la Sône les Manufactures Royales, inspectées par Vaucanson, inventeur et constructeur de nouvelles machines dont certaines ont été vraisemblablement expérimentées au château. Mais, la ruine de leur industrie n’ayant pas permis aux Jubié d’acquitter le montant de la vente, celle-ci fut annulée le 3 décembre 1848.
Dès lors vont se succéder divers propriétaires : le baron de Jarente (1875), le docteur Collignon, médecin des princes de Monaco (1890), l’anglo-suédois Thomas Huss (1931), les Morel (1952) ; le château reçoit divers hôtes illustres, parmi lesquels Françoise Sagan (dont la famille était très proche des Morel) qui a fait de nombreux séjours à la Sône dont elle s’est inspirée pour écrire « Château en Suède ». (Madame Morel était suédoise de naissance).
Pendant la période de 1952 à 1975, Charles et Viola Morel (qui habitaient le château depuis 1939) ont effectué - sans aucune aide ni subvention - de nombreux travaux d'aménagements (toitures, électricité, sanitaires, jardin, etc.) et ont rendu le château plus habitable et plus confortable : pendant cette période, M. Morel par l'acquisition de nombreux meubles anciens et toiles de maîtres mit en valeur cette très belle demeure où l'on compta parmi les visiteurs, de nombreuses personnalités des arts, des lettres, des sciences et de l'industrie. Ce fut une époque faste pour le château, alors habité en permanence par une famille nombreuse qui lui donna vie, au milieu de jardins d'agrément fleuris, d'un parc bien entretenu et planté d'essences rares et d'un immense jardin potager. En 1976, quelques années après le décès de Mme Morel et faute de moyens pour l'entretenir, ses enfants ont cédé la propriété à M. Pons lequel a effectué de nombreux travaux de restauration dont les toitures en tuiles vernissées.
Le Château a été vendu en février 2017. Le bâtiment principal prenait l'eau et l'urgence était de reprendre sa toiture. Clothilde Vermont s'est alors occupée à plein temps de restaurer le château, et son parc tant sur l'ensemble des réseaux que sur l'intérieur et la décoration. La maison de gardien, les grands salons, la cuisine et de nombreuses pièces sont aujourd'hui à la hauteur de la beauté de ce château exceptionnel. Il fait toujours l'objet de travaux de restauration. Le parc, qui n'était plus entretenu depuis longtemps, a également subi de très gros dégâts lors de la tempête de neige de 2019. Il a aujourd'hui retrouvé fière allure.
La totalité des travaux est réalisée sans aucune aide locale, régionale ou des monuments historiques. 

## Description
Le bâtiment le plus ancien, daté de la seconde moitié du XIVe siècle, est la haute tour couronnée de mâchicoulis sur consoles. Le grand corps de logis sur terrasse date quant à lui du XVIe siècle, et ils ont été rénovés à la fin du XIXe siècle.

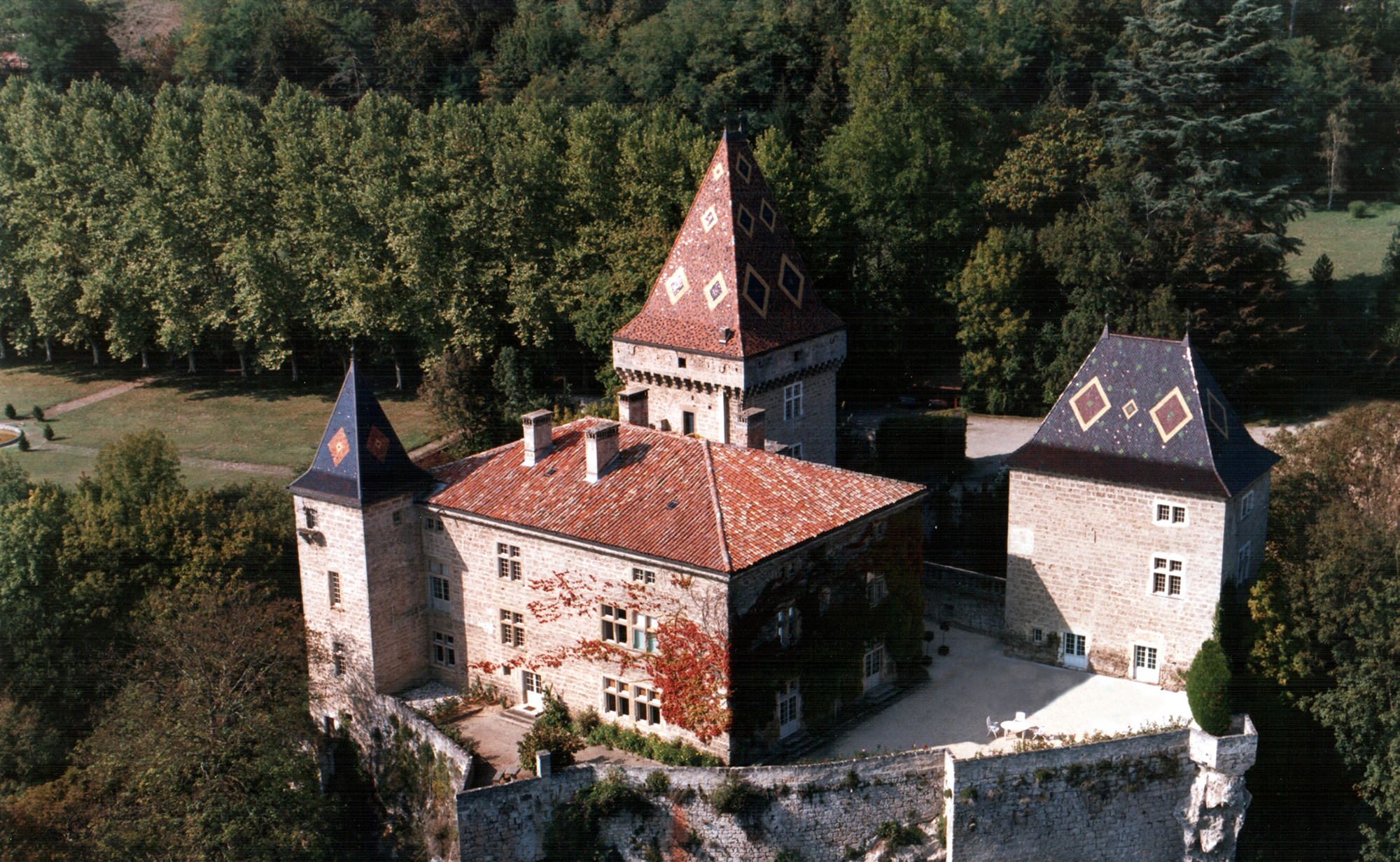
Vue aérienne du château de la Sône.

La chapelle est ornée de peintures du XVIIe siècle.
Parcs et jardins
Le parc daterait du XVIIe siècle et serait dû à Félicien de Boffin.
Les jardins du château s’étendent sur une superficie d'environ 4 hectares. Au-delà d'un rocaille face au pont accédant au château, une allée de platanes longe, à sa gauche, une pelouse et son bassin rond Louis XIV. D'un belvédère au fond de cette pelouse, on domine l'Isère et le village de la Sône. Le parc est inscrit à l'inventaire supplémentaire des Monuments Historiques.
Le fond du parc est planté d'arbres centenaires : tulipiers de Virginie, Ginkgo biloba, ifs, séquoias, hêtres pourpres, cèdres, sophora. Un sentier permet de revenir au château à travers des plantations plus récentes de noisetiers pourpres, savonniers, pommiers d'ornement, liquidambars.
Aucune visite n'est possible, le Château n'est pas ouvert au public pour des visites historiques.